# ルドルフ・トビアス
ルドルフ・トビアス（エストニア語: Rudolf Tobias、1873年5月29日 キャイナ – 1918年10月29日 ベルリン）はエストニアの最初の職業作曲家で職業オルガニスト。

## 経歴
1873年、ロシア帝国領ヒーウマー島キャイナで生まれた。ペテルブルク音楽院で作曲をニコライ・リムスキー＝コルサコフに師事。
1904年にタルトゥに、1910年にベルリンに赴き、その地で肺炎により客死した。

## 作曲作品
ピアノ曲や弦楽四重奏曲のほか、オラトリオ《ヨナの使命》（1908年脱稿、1909年改訂・初演）がある。